# Egholtprisen
Egholtprisen ist ein dänischer Kulturpreis, der jährlich vom Egholtfond (dänisch Egholtfondet) vergeben wird. Der Egholtfond wurde am 1. September 1965 vom Pelzzüchter Oluf Larsen Odd (1883–1966) gegründet, dem damals die Farm Egholt in Vester Broby gehörte. Der Fonds erbte alle zurückgelassenen Vermögenswerte.
Zweck des Preises ist es, Schriftsteller und kulturelle Persönlichkeiten im Norden sowie kulturelle Arbeit in der Sorø-Region auf der Insel Seeland zu unterstützen. Die Preisverleihung findet im Rahmen einer Veranstaltung in der Sorø Akademi (lat. Academia Sorana) in Sorø statt. Sie ist eine der ältesten Schulen in Dänemark.
Der Egholtprisen beinhaltet seit 1983 ein Preisgeld von 100.000 Dänischen Kronen (heute ca. 13.500 Euro).

## Preisträger
- 1978: Anders Malling
- 1979: Poul Engberg
- 1980: Ole Sarvig
- 1982: Erik Aalbæk Jensen
- 1983: Cecil Bødker
- 1984: Knud Sørensen und Erik Aalbæk Jensen
- 1986: Karl Otto Meyer
- 1987: Tage Skou-Hansen
- 1988: Claus Bjørn, Jørgen Dickmann Rasmussen und Else-Marie Boyhus
- 1989: Sorø Kunstmuseum
- 1990: Ejvind Larsen
- 1991: Bjarne Reuter
- 1993: Mogens Hansen
- 1994: Poul Erik Søe
- 1995: Hanne Engberg
- 1996: Knud Vad
- 1997: Hanne-Vibeke Holst
- 1998: Anne Marie Løn
- 1999: Bjarne Nielsen Brovst
- 2000: Martin Christensen, Johan de Mylius und Søren Ryge Petersen
- 2002: Lone Hertz